# Кристиан, Герда
Ге́рда Кри́стиан (нем. Gerda Christian, урожд. Герда Дарановски (нем. Gerda Daranowski); 13 декабря 1913, Берлин — 14 апреля 1997, Дюссельдорф) — личный секретарь Адольфа Гитлера во время Второй мировой войны. Герда Кристиан одна из немногих вышла живой из бункера под рейхсканцелярией и дожила до преклонных лет.

## Биография
Герда начала работать на Гитлера в 1937 году, когда две его секретарши — Иоганна Вольф и Криста Шрёдер — перестали справляться с возросшим объёмом работ.

## Вторая мировая война
В феврале 1943 года Герда вышла замуж за офицера люфтваффе Эрхарда Кристиана, что стало причиной её ухода из канцелярии Гитлера. На её место была взята Траудль Юнге, однако через несколько месяцев Кристиан вновь вернулась на свою работу. 
Пыталась покинуть оккупированный Берлин 1 мая 1945 года вместе с большой группой из близкого окружения Гитлера, включая секретарей — Эльзу Крюгер и Траудль Юнге. Группа пряталась в подвале одного из разрушенных зданий Берлина, однако утром 2 мая была взята в плен советскими солдатами.

## После Второй мировой войны
После войны Герда Кристиан обосновалась в Дюссельдорфе, где работала в гостинице. Поддерживала дружеские отношения с Вернером Науманом (лидером неонацистской организации).
Скончалась в Дюссельдорфе 14 апреля 1997 года на 84-м году жизни от рака.

## В кинематографе
Образ Герды был использован во многих фильмах.
- Шейла Гиш (1973) — английский фильм (англ. Hitler: The Last Ten Days)[2].
- Митци Роджерс (1973) — английский телефильм (англ. The Death of Adolf Hitler)[3].
- Биргит Минихмайр (2004) — немецкий фильм Бункер (англ. Downfall / нем. Der Untergang)[4].
- Елена Казначеева (2011) — индийский фильм Gandhi to Hitler.